# Янукова, Вера Дмитриевна
Вера Дмитриевна Янукова (фамилия при рождении — Стременная; род. 25 сентября 1904; Могилёв — 12 мая 1939; Москва), наиболее известная как Клеопатра Пролеткульта — советская актриса театра и кино двадцатого века.

## Биография
Родилась 25 сентября 1904 года в Могилёве Могилёвской губернии. Мать являлась домашней хозяйкой, отец являлся кровельщиком. Всё детство и юность провела у себя на родине.
Девушка долгие годы отдавала себя театральной сцене. Служила таким театрам, как «Реалистический театр», «Московский драматический театр им. ВЦСПС» и «Театр Пролеткульта». Также снималась в кинематографии.
Ушла из жизни 12 мая 1939 года в Москве по причине болезни. Похоронена на Донском кладбище.

## Фильмография
- 1923 — Дневник Глумова — Мамаева
- 1925 — Стачка — жена рабочего
- 1934 — Карьера Рудди — Эдди
- 1934 — Восстание рыбаков — Мария
- 1936 — Заключённые — Соня (Сонька), осуждённая бандитка — главная роль
- 1938 — Болотные солдаты — подруга штурмовика (нет в эпизодах)